# Neder-Dammtjärnen
Neder-Dammtjärnen är en sjö i Bergs kommun i Härjedalen och ingår i Ljungans huvudavrinningsområde.